# Havanna – Die neue Kunst, Ruinen zu bauen
Havanna – Die neue Kunst, Ruinen zu bauen (Originaltitel: Habana – Arte nuevo de hacer ruinas) ist ein deutscher Dokumentarfilm von Regisseur Florian Borchmeyer und Produzent Matthias Hentschler aus dem Jahr 2006.

## Handlung
Havanna, Hauptstadt der revolutionären Republik Kuba. Die Schönheit der Stadt ist geprägt von der Poetik der Ruine. Wenig poetisch ist die Ruine Havanna für diejenigen, die sie bewohnen. Hauseinstürze mit Toten stehen auf der Tagesordnung. Für die Bewohner ist der Verfall der Stadt und ihrer Wohnhäuser eine ständige Quelle des Schmerzes und der Schuldgefühle.
Der Film porträtiert fünf Personen aus Havanna, die in Gebäuden in verschiedenen Stadien des Einsturzes wohnen. Sie alle versuchen, aus einer Existenz zu fliehen,  die durch das Wohnen in einer Ruine selbst zur Ruine zu werden droht. Klempner Totico flüchtet sich aus dem lärmenden Inferno seiner Mietskaserne im Zentrum Havannas zu den Tauben auf der Dachterrasse.  Der Obdachlose Reinaldo hat in den Trümmern eines Theaters Unterschlupf gefunden, in dem einstmals Caruso vor der High Society sang. Die frühere Millionärsgattin Misleidys lässt den goldenen Käfig ihrer Ehe hinter sich, um im Schutthaufen eines ehemaligen Luxushotels vergangenen Zeiten nachzuträumen. Der enteignete Großgrundbesitzer Nicanor kämpft gegen den Verfall seines Vaterhauses, um zumindest im Kleinen so zu leben, als habe die sozialistische Revolution nicht stattgefunden. Schriftsteller Ponte baut sich eine Philosophie der Ruine und macht sich so den allmählichen Einsturz der Stadt und des politischen Systems erklärbar und ertragbar.
Havanna – Die neue Kunst, Ruinen zu bauen erzählt die Geschichten von Menschen, die jeden Tag darauf warten, dass ihnen das Dach über dem Kopf zusammenstürzt und dennoch nicht ausziehen wollen. Andernorts wären ihre Wohnstätten längst renoviert, in Museen umgewandelt oder abgerissen worden. In Havanna dagegen sind die Ruinen belebt – dabei aber auch, wie die Bewohner resigniert feststellen müssen, die Leben ruiniert.

## Kritiken
„Borchmeyers Film zeigt Havanna als Stadt in Ruinen, zerbröckelnde Bauten der überwundenen Bürgerlichkeit, in der das Volk der sozialistischen Ära mehr schlecht als recht sich einzurichten und zu überleben versuchen. immer in Gefahr, bei einem Einsturz verletzt, von Trümmern begraben zu werden. Das Ganze wird in einem Feld zwischen ernster Sozialkritik und kulturästhetischer Ironie abgehandelt, in Bildern, die den Zauber der Stadt einfangen.“

„Resignativ und ziemlich romantisch tönen die Ruinenbewohner, die Florian Borchmeyer in seinem Dokumentarfilm […] versammelt und die nun, stets druckreif und meist im Off sowie zu Verfallsbildern von geradezu schmerzhafter Poesie, ihre weltentrückten Philosopheme formulieren … immer wieder zärtlich und langsam gleitet der Blick […] an den Fassaden herab, schweift über die Stadt, berauscht sich an der morbiden Poesie spätklassizistischer Fensterrahmenruinen vor traumblauen Tropenhimmel.“

„Die Filmemacher erforschen die verborgenen Winkel der kubanischen Hauptstadt. Eine Metapher der politischen, sozialen und wirtschaftlichen Situation des Landes.“

„Angesichts dieser Konstellation, die uns eine Menge Kuba-Klischees eingetragen hat, wollten Florian Borchmeyer […] und Matthias Hentschler […] ein anderes Havanna zeigen. Ihr Dokumentarfilm […], den das Internationale Filmfestival von Havanna wegen angeblich mangelnder Qualität wieder auslud und der kurz darauf den Bayerischen Filmpreis erhielt, beobachtet eine Handvoll Menschen beim Wohnen. Und das reicht. Denn die einsturzgefährdeten Altstadthäuser, die abbruchreifen Wohnsilos, die moderigen Theater und Paläste beherbergen Überlebenskünstler, die in einer Geheimwelt zu existieren scheinen und doch das alltägliche Havanna sind.“

„Die vermeintliche Zensur ist ein lächerliches Hirngespinst. Dieser Film erfüllt nicht einmal die mindesten Qualitätsmaßstäbe, um bei einem Festival gezeigt zu werden.“

## Auszeichnungen
- 2006: Bayerischer Filmpreis in der Kategorie Dokumentarfilm
- 2008: Medienpreis „Menschenrechte Kuba“ der Internationalen Gesellschaft für Menschenrechte (2. Preis)